# Mogadiška katedrala
Mogadiška katedrala bila je katolička crkva s naslovom katedrale i prvostolnica Mogadiške biskupije. Izgrađena je 1928. na poticaj talijanskih kolonijalnih vlasti, a 2008. srušili su je muslimanski radikali u jeku Somalijskog građanskog rata. Bila je izgrađena u stilu normanske gotike. Prije uništenja bila je jedina crkvena građevina u Somaliji.

## Povijest
Kolonijalne vlasti Talijanske Somalije dale su izgraditi crkvu po uzoru na katedralu i baziliku u sicijlskom gradu Cefalùu. Ubrzo nakon izgradnje, kao jedina crkva u Mogadiškoj biskupiji postala je biskupska prijestolnica i stekla naslov katedrale. Talijani su je nazivali Cattedrale di Mogadiscio.
Mogadiški biskup Salvatore Colombo, ujedno i posljednji biskup te biskupije, ubijen je u njoj tijekom misnog slavlja 1989. godine. Nakon 1991. katedrala se više nije koristila u svrhu bogoslužja, jer je 90% zdanja bilo uništeno u bombardiranju. Potpuno je uništena u napadu Al-Kaide u listopadu 2008. godine. Mnogi su to u svjetskoj javnosti protumačili simboličnom propasti vjerskih sloboda u Somaliji.
Prema izvještaju BBC-ija iz 2012. godine, na ruševinama katedrala nekolicina građana izgradila je improvizirane nastambe. Dvorište crkve pretvoreno je u parkiralište, a same ruševine postala su svojevrsna turistička znamenitost, dok su slike ruševina postale simbolom razaranja Somalijskog građanskog rata. U izvještaju se i navodi kako je u razaranju djelomično očuvan bezglavi kip svetog Franje Asiškog, imenjaka i uzora tadašnjega pape Franje.